# ジャハーンギール・カーン

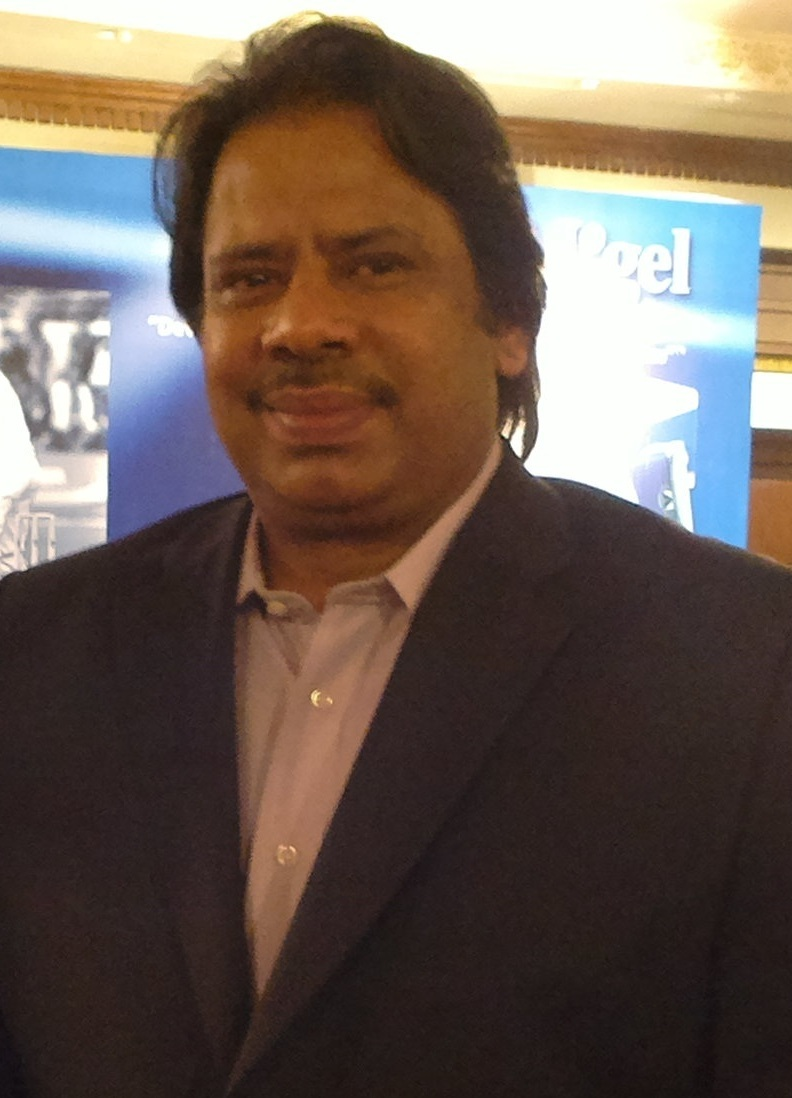
ジャハーンギール・カーン（2012年）

ジャハーンギール・カーン（Jahangir Khan, 1963年12月10日 - ）は、パキスタン出身のスカッシュ選手。「スポーツ界で最も長い連勝記録」としてギネス世界記録に認定されている。

## 戦績
1981年から1986年の6年間にわたり無敗を続け、世界のスポーツ史上で最多の555連勝という前人未到の記録を打ち立てた。その中にはブリティッシュオープン (British Open Squash Championships) やワールドオープン (World Open (squash)) などの国際大会も含まれる。